# Холльштайн, Мартин
Ма́ртин Хо́лльштайн (нем. Martin Hollstein; 2 апреля 1987, Нойбранденбург) — немецкий гребец-байдарочник, выступает за сборную Германии начиная с 2008 года. Чемпион летних Олимпийских игр в Пекине, обладатель бронзовой олимпийской медали, чемпион мира, двукратный чемпион Европы, многократный победитель и призёр первенств национального значения.

## Биография
Мартин Холльштайн родился 2 апреля 1987 года в городе Нойбранденбурге, федеральная земля Мекленбург-Передняя Померания. Активно заниматься греблей на байдарке начал в возрасте десяти лет, проходил подготовку в местном спортивном клубе «Нойбранденбург» под руководством тренера Йюргена Ликкфета. Среди юниоров особый достижений не имел — перейдя в профессионалы, сразу выступал в старшей возрастной группе.
На национальном уровне впервые заявил о себе в 2007 году, года в паре с партнёром по команде Мартином Ниманом выиграл бронзовую медаль в зачёте чемпионата Германии. Первого серьёзного успеха на взрослом международном уровне добился в сезоне 2008 года, когда попал в основной состав немецкой национальной сборной — его приглашение в команду главным образом было связано с травмой титулованного Рональда Рауэ, выбывшего из состава на целый год. Молодой спортсмен уверенно чувствовал себя на этапах Кубка мира и благодаря череде удачных выступлений удостоился права защищать честь страны на летних Олимпийских играх в Пекине, где вместе со своим новым напарником Андреасом Иле впоследствии обогнал на километровой дистанции всех соперников и завоевал тем самым золотую олимпийскую медаль.
Став олимпийским чемпионом, Холльштайн остался в основном составе сборной Германии и продолжил принимать участие в крупнейших международных регатах. Так, в 2010 году в двойках на дистанции 1000 метров он получил золотые медали на чемпионате мира в польской Познани и на чемпионате Европы в испанской Корвере. Год спустя защитил титул чемпиона Европы на соревнованиях в сербском Белграде, ещё через год в Загребе вынужден был довольствоваться серебром, пропустив вперёд спортсменов из Венгрии. Вместе с тем же Иле прошёл квалификацию на Олимпийские игры 2012 года в Лондоне — пытался повторить успех четырёхлетней давности, но на сей раз финишировал третьим, уступив золото и серебро венграм и португальцам соответственно.
После лондонской Олимпиады Холльштайн по-прежнему выступал на различных гребных регатах, хотя больших успехов уже не добивался. В частности, в 2013 году в четвёрках на тысяче метров он стартовал на чемпионате Европы в португальском Монтемор-у-Велью и на домашнем чемпионате мира в Дуйсбурге, но попасть в число призёров не смог — в первом случае показал пятый результат, а во втором только девятый.
Помимо занятий спортом служит в полиции Германии, является спортсменом-инструктором полицейского спортивного клуба.